# Edmundsella
Edmundsella is een geslacht van weekdieren uit de klasse van de Gastropoda (slakken).

## Soorten
- Edmundsella albomaculata (Pola, Carmona, Calado & Cervera, 2014)
- Edmundsella pedata (Montagu, 1816) = Paarse waaierslak
- Edmundsella vansyoci (Gosliner, 1994)